# Happier Than Ever, The World Tour
 (mars 2025).
La mise en forme du texte ne suit pas les recommandations de Wikipédia : il faut le « wikifier ».
Les points d'amélioration suivants sont les cas les plus fréquents. Le détail des points à revoir est peut-être précisé sur la page de discussion.
- Les titres sont pré-formatés par le logiciel. Ils ne sont ni en capitales, ni en gras.
- Le texte ne doit pas être écrit en capitales (les noms de famille non plus), ni en gras, ni en italique, ni en « petit »…
- Le gras n'est utilisé que pour surligner le titre de l'article dans l'introduction, une seule fois.
- L'italique est rarement utilisé : mots en langue étrangère, titres d'œuvres, noms de bateaux, etc.
- Les citations ne sont pas en italique mais en corps de texte normal. Elles sont entourées par des guillemets français : « et ».
- Les listes à puces sont à éviter, des paragraphes rédigés étant largement préférés. Les tableaux sont à réserver à la présentation de données structurées (résultats, etc.).
- Les appels de note de bas de page (petits chiffres en exposant, introduits par l'outil «  Source ») sont à placer entre la fin de phrase et le point final[comme ça].
- Les liens internes (vers d'autres articles de Wikipédia) sont à choisir avec parcimonie. Créez des liens vers des articles approfondissant le sujet. Les termes génériques sans rapport avec le sujet sont à éviter, ainsi que les répétitions de liens vers un même terme.
- Les liens externes sont à placer uniquement dans une section « Liens externes », à la fin de l'article. Ces liens sont à choisir avec parcimonie suivant les règles définies. Si un lien sert de source à l'article, son insertion dans le texte est à faire par les notes de bas de page.
- La présentation des références doit suivre les conventions bibliographiques. Il est recommandé d'utiliser les modèles {{Ouvrage}}, {{Chapitre}}, {{Article}}, {{Lien web}} et/ou {{Bibliographie}}. Le mode d'édition visuel peut mettre en forme automatiquement les références.
- Insérer une infobox (cadre d'informations à droite) n'est pas obligatoire pour parachever la mise en page.

Pour une aide détaillée, merci de consulter Aide:Wikification.
Si vous pensez que ces points ont été résolus, vous pouvez retirer ce bandeau et améliorer la mise en forme d'un autre article.
Happier Than Ever, The World Tour est la sixième tournée de concerts en tête d'affiche et la première tournée complète des arènes de la chanteuse américaine Billie Eilish, en soutien à son deuxième album studio Happier Than Ever (2021),. La tournée a débuté le 3 février 2022 au Smoothie King Center de la Nouvelle-Orléans, en Louisiane, et s'est terminée le 2 avril 2023 à l' Arena VFG de Guadalajara, au Mexique.

## Annonce
Le 21 mai 2021, la tournée a été annoncée via une vidéo YouTube publiée sur sa page officielle. Dans le court extrait, l'artiste est assise seule dans l'auditorium, tandis qu'à la fin du visuel, la caméra pointe vers le site officiel de Billie Eilish. Par la suite, Billie a publié d'autres annonces sur d'autres pages de médias sociaux tels que Twitter. La tournée a utilisé le programme de fans vérifiés de Ticketmaster en Amérique du Nord. Il comprenait initialement 50 dates (32 en Amérique du Nord et 18 en Europe),. Les billets se sont vendus rapidement, ce qui a conduit à l'ajout de nouvelles dates. Une troisième et une quatrième étape, avec des destinations respectivement en Océanie et en Amérique latine, ont également été ajoutées à la tournée,.
Billie Eilish a travaillé avec Apple Music pour héberger en exclusivité un film de l'un des concerts,en particulier l'un de ses spectacles à l'O2 Arena de Londres. Elle a présenté le film comme un moyen pour les fans qui n'avaient pas eu de billets de découvrir la tournée par eux-mêmes, souhaitant que davantage de personnes la reconnaissent pour son sens du spectacle en direct,,. Eilish a présenté un aperçu du film en partageant des interprétations de deux morceaux de l'album — « Therefore I Am » et « I Didn't Change My Number » — via son compte YouTube. Une version étendue du film est également sortie dans un nombre limité de cinémas dans le monde entier le 27 janvier 2023.

## Synopsis du concert
Le spectacle commence avec des lumières stroboscopiques , des toiles de fond blanches , tandis qu'Eilish est catapultée de sous la scène pour interpréter «Bury a Friend», accompagnée d'un batteur, Andrew Marshall, et de son frère, Finneas, à la guitare,. Il est suivi du morceau «I Didn't Change My Number» , plus «slinkier» et «hard-hitting»,. Ensuite, elle chante «NDA», tandis que la scène projette une rue et que les écrans affichent des voitures qui dévient, passant plus tard à «Therefore I Am», lorsque les écrans deviennent rouges. La chanteuse poursuit avec une version raccourcie «hypnotique» de «My Strange Addiction» et une version « rétrogradée » et raccourcie de «Idontwannabeyouanymore» avant de passer à « Lovely ». Lors de la performance raccourcie de «You Should See Me in a Crown», Eilish demande à ses fans de rester immobiles «comme Squid Game» et de crier aussi fort qu'ils le peuvent.
La performance «Billie Bossa Nova» est «transformée en une rage libidineuse» avec des toiles de fond projetant des corps dansants sans visage et légèrement vêtus. Selon Lindsay Zoladz ' New York Times, la performance de «Goldwing» est un «numéro cinétique d'appel et de réponse», où elle demande aux fans de chanter, puis elle demande aux fans de chanter de leur voix la plus basse possible à leur voix la plus forte possible. Plus tard, elle enchaîne avec la chanson plus calme  «Halley's Comet» dans certaines émissions. Lors de certains concerts, Eilish interprète «No Time to Die», puis «Oxytocin», qui comprend également un fragment de «Copycat». L'artiste demande également aux fans de se baisser le plus possible, afin qu'ils puissent tous sauter en même temps,.

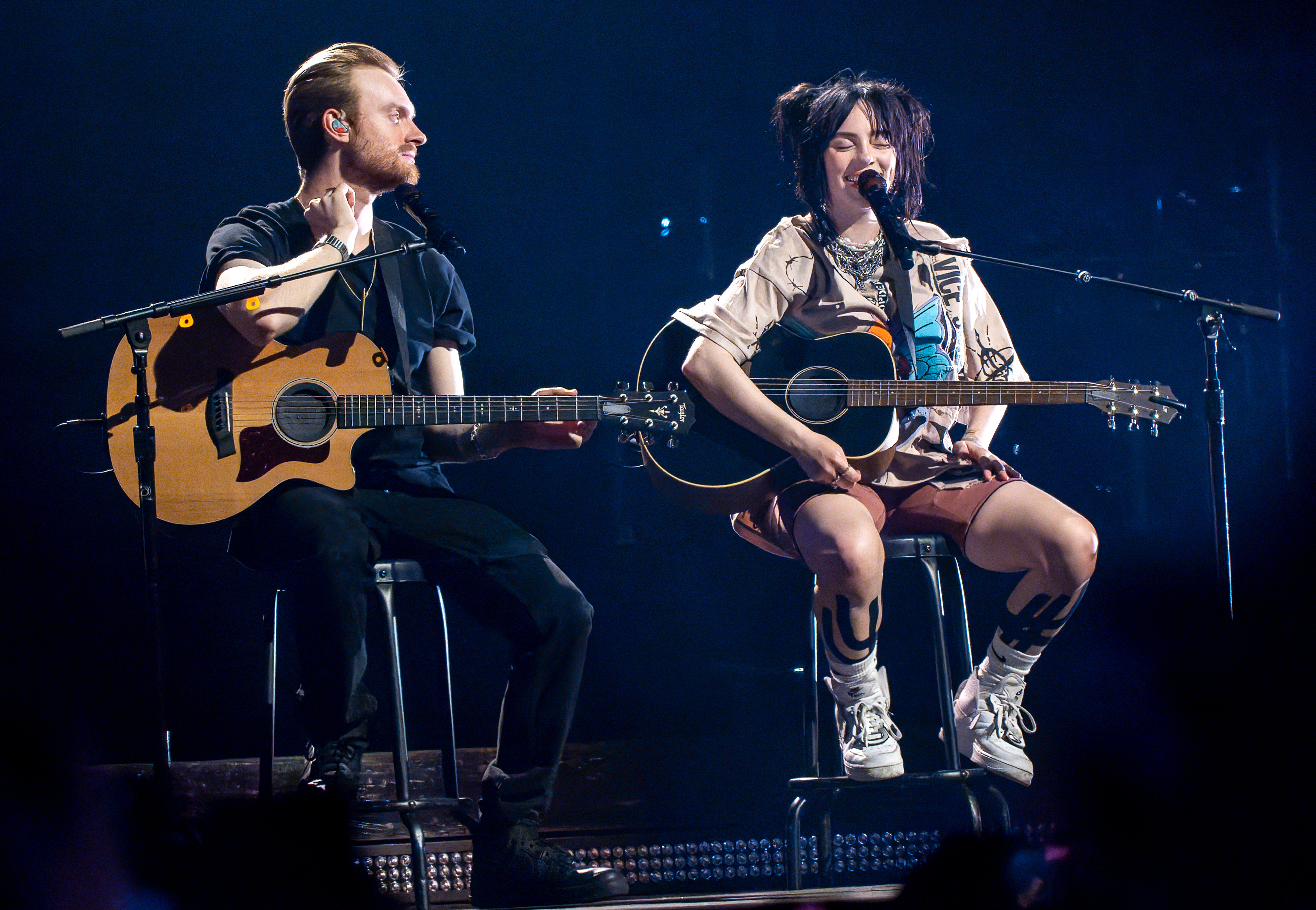
L'interlude acoustique de la tournée. Eilish a d'abord interprété les deux morceaux de son deuxième extended play, Guitar Songs, au cours de cette section.

Pour commencer l'interlude acoustique de la tournée, Finneas rejoint Billie sur scène afin qu'ils puissent interpréter «Your Power» avec des guitares. Lors de concerts sélectionnés, à commencer par la première nuit à Manchester le 7 juin, les deux artistes interprètent pour la première fois la chanson «TV». Aux côtés de «The 30th», il fait partie du jeu étendu de deux titres d'Eilish, Guitar Songs, sorti en juillet 2022,. Elle et Finneas ont interprété «The 30th» à la place de «TV» pour la première fois lors du concert de la tournée à Manille ; Eilish a fait remarquer que «The 30th» était difficile à chanter pour elle en raison de ses paroles personnelles,. Lorsqu'ils n'interprètent pas «TV» ou «The 30th», Finneas revient au clavier, laissant Eilish au centre de la scène pour chanter « Male Fantasy » seule,. Lors de certains concerts, comme l'intégralité de l'étape australienne, elle et Finneas interprètent « I Love You » pour démarrer la section acoustique, en le mélangeant avec « Your Power » .
Elle est suivie de l'interlude «Not My Responsibility», après quoi elle passe à « Overheated », au cours duquel elle est sur la grue, qui est présentée dans tous les spectacles en Australie, tous les spectacles en Europe sauf Pilton, et tous les spectacles en Amérique du Nord. Après cela, le chanteur demande aux fans de faire un signe de la main mexicain avec leurs téléphones dans certains spectacles, comme toute la partie australienne, puis interprète un mashup de «Bellyache», «Ocean Eyes» et «Bored». Lors des spectacles où elle descend de la grue, elle retourne sur scène, touchant les mains des fans lorsqu'elle passe devant eux. De retour sur scène, elle interprète «Getting Older» lors de certains spectacles, avec des vidéos personnelles de la chanteuse et de sa famille diffusées en arrière-plan,. Dans certaines émissions, comme l'intégralité de l'épisode australien, « Getting Older » est raccourci. Elle interprète ensuite « Lost Cause » lors de certains spectacles, avant de discuter avec le public et de demander aux fans de serrer dans leurs bras la personne à côté d'eux et de lui faire un câlin. Elle poursuit la conférence avec une interprétation de «When the Party's Over». Pour «All the Good Girls Go to Hell», les écrans présentent les effets du changement climatique , tels que les ours polaires sur la fonte des calottes glaciaires, la pollution, les marées noires et les incendies de forêt. Les visuels passent des flammes au rouge complet pendant le refrain de la chanson.

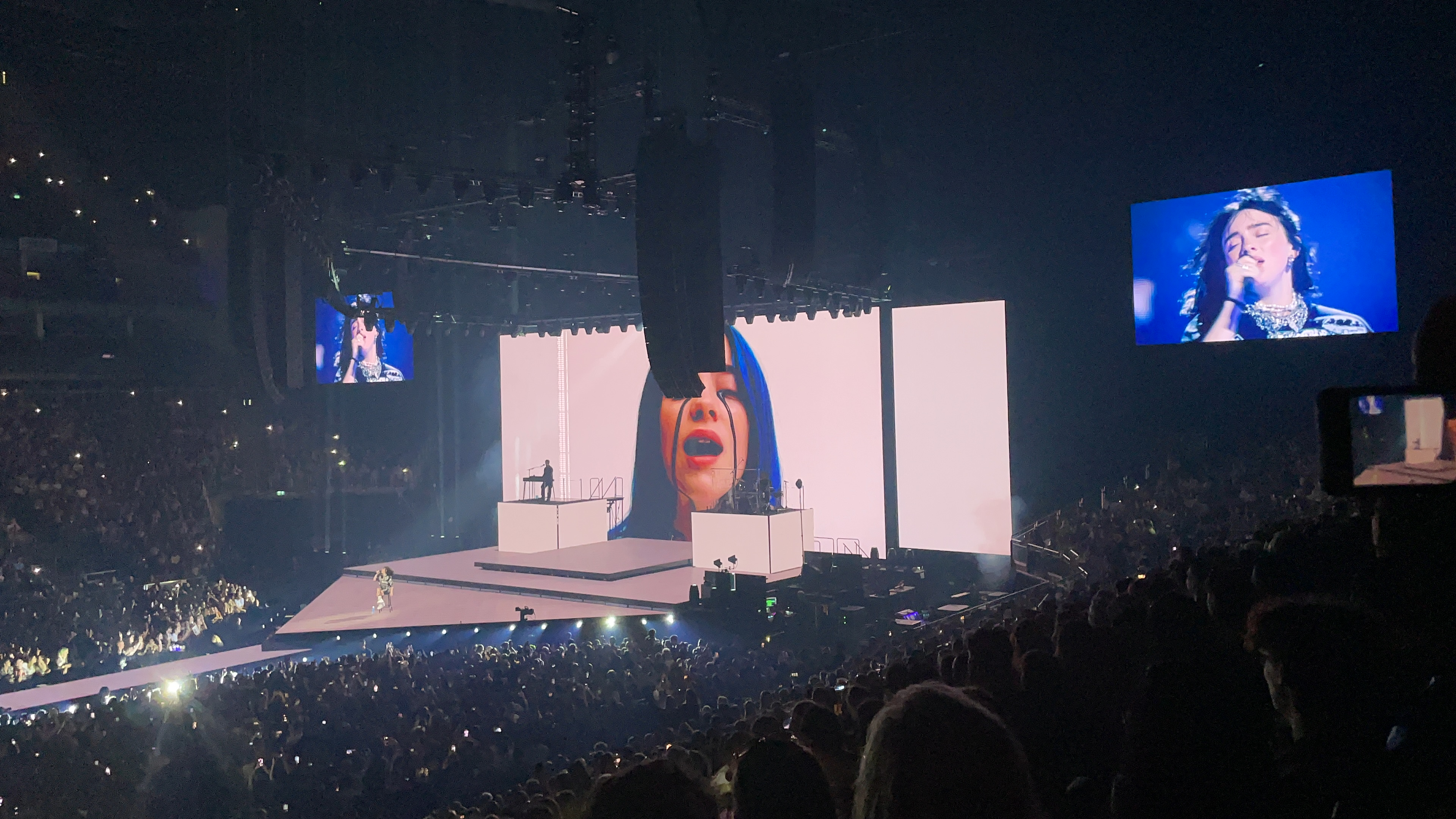
Billie Eilish se produit à l'O2 de Londres lors de la tournée Happier Than Ever

Eilish commence un rappel avec «Everything I Wanted», qui est qualifié de « relativement léger » par Keith Spera de The New Orleans Advocate. Avant de commencer à chanter, elle demande à ses fans de faire un câlin aux personnes à côté d'eux. Elle enchaîne avec une performance de «Bad Guy», dans laquelle elle saute sur scène et des confettis jaillissent du plafond. "Happier Than Ever" est la chanson de conclusion du spectacle, où Finneas joue de la guitare électrique, et Eilish fait des headbangs pendant la seconde moitié de la chanson. " Goodbye " joue en arrière-plan comme fin de l'émission, où elle touche les mains des fans.

## Liste des chansons
Cette liste des chansons est destinée au spectacle de Pittsburgh, en Pennsylvanie, le 8 février 2022.
- À partir du 7 juin 2022, «TV» et «The 30th» ont été ajoutés à la setlist[20].
- À partir du 13 décembre 2022, «Xanny», «My Future» et «Bitches Broken Hearts» ont été ajoutés à la setlist.
- À partir du 24 mars 2023, «Wish You Were Gay» a été ajouté à la setlist.
- Dès le premier concert à Sydney, «Halley's Comet» a été définitivement retiré de la setlist.
- Lors du premier spectacle de Hometown Encore à Inglewood, Labrinth a rejoint Eilish sur scène pour interpréter « Mount Everest » et « Never Felt So Alone »[24].
- Lors du deuxième spectacle de Hometown Encore à Inglewood, Dave Grohl et Phoebe Bridgers ont rejoint Billie Eilish sur scène pour interpréter « My Hero » et « Motion Sickness »[25].
- Lors du dernier spectacle de Hometown Encore à Inglewood, Khalid et Donald Glover ont rejoint Eilish sur scène pour interpréter « Lovely », « Location » et « Redbone »[26]. Lors de ses trois concerts, Eilish a également chanté une reprise de « Have Yourself A Merry Little Christmas »[27].

## Distinctions
| Prix.                              | Année. | Catégorie.                                           | Résultat.  | Ref.   |
| ---------------------------------- | ------ | ---------------------------------------------------- | ---------- | ------ |
| Madison Square Garden              | 2022   | Prix « à guichets fermés ».                          | Lauréat    | [ 28 ] |
| Madison Square Garden              | 2022   | Prix « à guichets fermés ».                          | Lauréat    | [ 28 ] |
| Arène Lanxess                      | 2022   | Prix « à guichets fermés ».                          | Lauréat    | [ 29 ] |
| L'O2                               | 2022   | Prix du développement durable pour la première fois. | Lauréat    | [ 30 ] |
| Prix du public                     | 2023   | Tournée de concerts de l'année.                      | Nomination | [ 31 ] |
| Ticketmaster Awards (Allemagne)    | 2023   | Artiste live international de l'année.               | Nomination | [ 32 ] |
| Ticketmaster Awards (Pays-Bas)     | 2023   | Artiste live international de l'année.               | Nomination | [ 33 ] |
| Ticketmaster Awards (Suisse)       | 2023   | Divertissement (2e).                                 | Lauréat    | [ 34 ] |
| Ticketmaster Awards (Royaume-Uni)  | 2023   | Artiste live international de l'année.               | Nomination | [ 35 ] |
| Prix Pollstar                      | 2023   | Tournée pop de l'année.                              | Lauréat    | [ 36 ] |
| Prix de la Fondation Music Forward | 2023   | Honoré de la tournée.                                | Lauréat    | [ 37 ] |